# The Petty Girl
The Petty Girl é um filme de comédia romântica musical estadunidense dirigido por Henry Levin e estrelado por Robert Cummings e Joan Caulfield.

## Elenco
- Robert Cummings ...George Petty
- Joan Caulfield ...Professora Victoria Braymore
- Elsa Lanchester ...Dr. Crutcher
- Melville Cooper ...Beardsley
- Audrey Long ...Sra. Connie Manton Dezlow
- Mary Wickes ...Professor Whitman
- Melville Cooper ...Beardsley
- Audrey Long ...Sra. Connie Manton Dezlow

## Números musicais
Todas as canções foram compostas por Harold Arlen, com letra de Johnny Mercer.
- "Fancy Free"
- "Calypso Song"
- "I Loves Ya"
- "The Petty Girl"

## Recepção
O New York Times disse que o filme "pode não fazer você doer de tanto rir, mas também não vai te entediar". O Los Angeles Times disse que "sua comédia é divertida, nunca dolorosa".